# Jean Galot

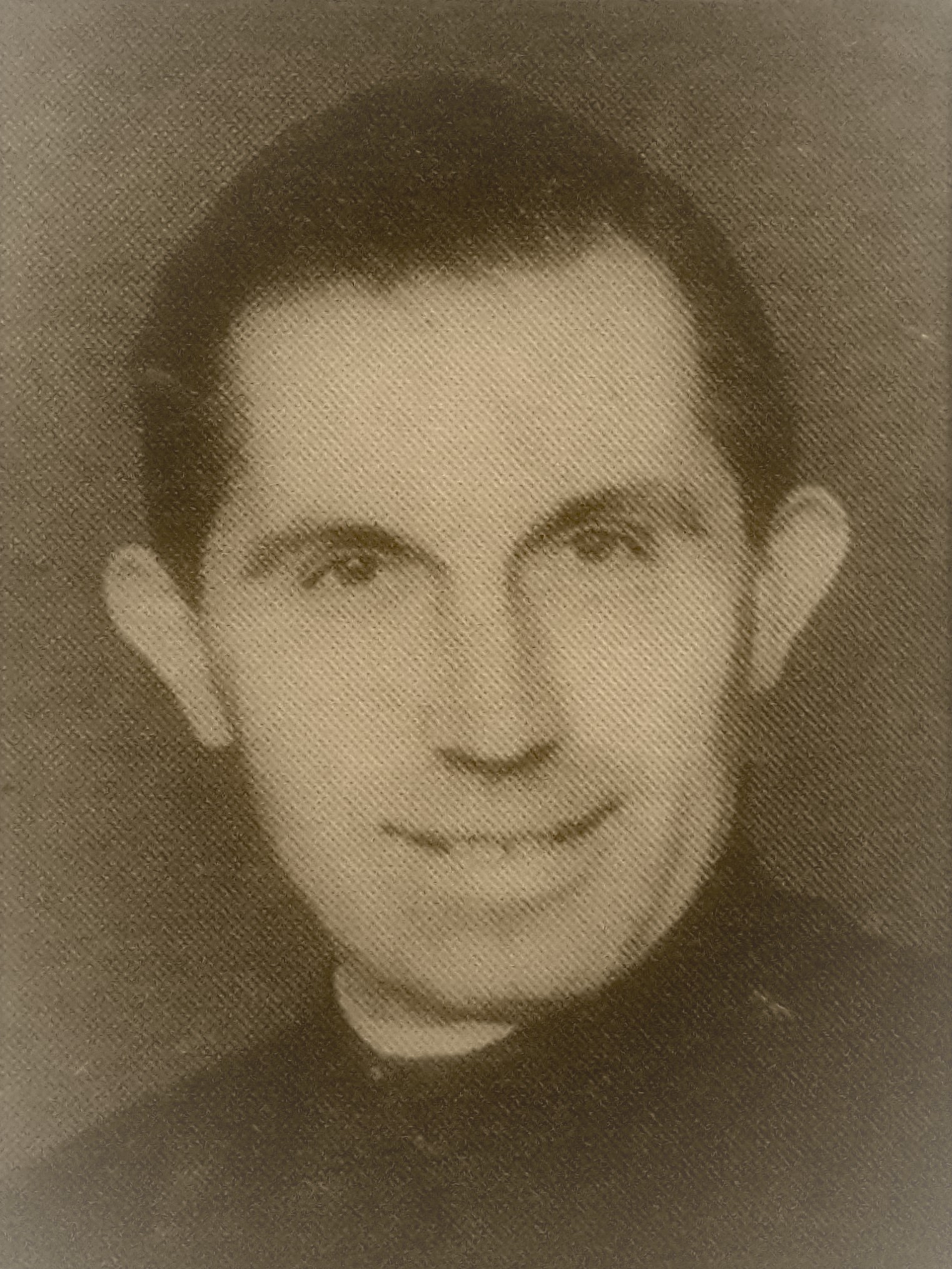
Jean Galot

Jean Galot SJ (* 31. August 1919 in Ougrée; † 18. April 2008) war ein katholischer Priester, Theologe und Jesuit.

## Leben
Galot promovierte in Rechtswissenschaften an der KU Leuven und in Theologie an der Pontificia Università Gregoriana. Nach seinem Eintritt bei den Jesuiten lehrte er Dogmatik an der KU Leuven (1953–1972), dann an der Pontificia Università Gregoriana.

## Schriften (Auswahl)
- Die neue Sicht der Autorität in Kirche und Orden. Leutesdorf am Rhein 1966, OCLC 633349568.
- Das Bußsakrament im Leben der Ordensleute. Leutesdorf am Rhein 1966, OCLC 633020764.
- Christliche Grundwahrheiten. Leutesdorf 1984, ISBN 3-7794-0532-6.
- Maria. Gebete. Trier 2009, ISBN 978-3-7902-2172-5.
- Der Heilige Josef. Illertissen 2021. ISBN 978-3-9479313-6-1.